# Helpyourselfish
Helpyourselfish, musikalbum av D-A-D som kom ut den 1 mars 1995. Detta var det femte studioalbumet.

## Låtlista
1. Reconstrucdead
2. Written In Water
3. Helpyourselfish
4. Soulbender
5. Unowned
6. Candid
7. Blood In/Out
8. Prayin' To A God
9. Naked (But Still Stripping)
10. Are We Alive Here???
11. It'swhenit'swrongit'sright
12. Flat
13. Time Swallows Time (Bonusspår)